# M6 (Fernsehsender)
M6, auch unter dem Namen Métropole Télévision bekannt, ist ein französischer Privatsender, der zur Groupe M6 gehört. Die Firmengruppe wiederum gehört zu  48,56 % der RTL Group und ist zu 45,98 % an der Börse notiert. Der Sender wird seit der analogen Abschaltung am 29. November 2011 in ganz Frankreich nicht mehr in SECAM, sondern nur noch digital im Paket Fransat über AB 3, 5° West Atlantic Bird 3 und digital im Paket CanalSat auf Astra 19,2 Ost, als auch digital terrestrisch, verbreitet. Ebenso wird ein digitales Sendersignal für die französischsprachige Schweiz über den Satelliten Eurobird 9A gesendet. M6 ist nach TF1 der zweitgrößte Privatsender Frankreichs.
Die RTL Group betreibt in Frankreich neben M6 auch noch weitere Fernsehsender wie W9, Paris Première, Téva, Série Club, Fun TV, M6 Music Hits, M6 Music Rock, M6 Music Black und M6 Boutique.

## Geschichte
M6 startete am 1. März 1987 und nahm die freien Kapazitäten des gerade erst eingestellten TV6 (gestartet 1986) ein. 2001 war M6 mit Loft Story der erste französische Fernsehsender, der eine Reality-Show ausstrahlte. Später erwarb zwar TF1 durch eine Kooperation mit Endemol die Rechte an der Serie, jedoch wurde die sehr erfolgreiche Produktion nie ins Programm von TF1 aufgenommen.

## Programm

### Eigenproduktion
- Six, lokale Nachrichten
- Le 12.50, landesweite Nachrichten
- Zone Interdite, Newsmagazin
- Capital, Wirtschaftsmagazin
- Enquête Exclusive, Reportagen
- 66 minutes, Nachrichtenmagazin
- M6 Kid, Kinderprogramm
- M6 Boutique, Teleshopping
- D&CO, französische Version von Einsatz in 4 Wänden
- Pékin Express, französische Version von Peking Express
- Popstars, französische Version von Popstars
- Nouvelle Star, französische Version von Deutschland sucht den Superstar
- L'amour est dans le pré, französische Version von Bauer sucht Frau
- Super Nanny, französische Version von Die Super Nanny
- Au secours, mon chien fait la loi, französische Version von Die Tier-Nanny
- Typiquement masculin, typiquement féminin, französische Version von Typisch Frau – Typisch Mann

### Fernsehserien
- Alles was zählt
- Bones – Die Knochenjägerin
- Desperate Housewives
- Navy CIS
- Prison Break
- Malcolm mittendrin
- Nip/Tuck – Schönheit hat ihren Preis
- Numbers – Die Logik des Verbrechens
- Queer as Folk
- Sex and the City
- Scrubs – Die Anfänger
- Smallville
- The Unit